# Oberdan Cattani
Oberdan Cattani (Sorocaba, 12 juni 1919 –  São Paulo, 20 juni 2014) was een Braziliaanse voetballer.

## Biografie
Cattani was de zoon van Italiaanse migranten uit de regio Toscane. In 1940 begon hij zijn profcarrière bij Palestra Itália, in 1942 omgedoopt tot Palmeiras. Hij werd hier een groot clubidool en won vier keer het Campeonato Paulista, drie keer de beker van São Paulo, één keer het Torneio Rio-São Paulo en in 1951 het internationale toernooi Copa Rio. Hij beëindigde zijn carrière bij Juventus, een kleinere club uit São Paulo.
Zijn carrière als international was vrij miniem omdat er door de Tweede Wereldoorlog twee keer geen WK gespeeld werd. Hij debuteerde in 1944 voor een vriendschappelijke wedstrijd tegen Uruguay. In 1945 nam hij met Brazilië deel aan het Zuid-Amerikaans kampioenschap en behaalde de tweede plaats met zijn land. Op 16 december 1945 speelde hij zijn laatste interland tegen Argentinië.
Hij stierf in 2014 op 95-jarige leeftijd aan een longontsteking.